# Arrestina beta 1
Arrestina beta 1, também conhecida como ARRB1, é uma proteína que é codificada, em humanos, pelo gene ARRB1.

## Função
Os membros da família protepica das arrestinas/beta-arrestinas participam do processo de dessensibilização dos  receptores acoplados à proteína-G causando a redução específica da resposta celular a estímulos como hormônios, neurotransmissores ou sinais sensoriais. A arrestina beta 1 é uma proteína citosólica e age como um cofator na dessensibilização de receptores beta-adrenérgicos mediada pela  kinase do receptor beta adrenérgico (BARK). Além do sistema nervoso central, ela é expressa em níveis altos nos leucócitos sanguíneos periféricos, levando à hipótese de que o sistema BARK/beta-arrestina possui um papel de destaque na regualação mediada por receptor das funções imunes. Transcritos diferentes gerados por splicing alternativo codificando diferentes isoformas da arrestina beta 1 já foram descritos, mas suas funções continuam elusivas.

## Interações
A arrestina beta 1 interage com:
- Arf6,[3]
- PTHLH,[4]
- DVL2[5]
- Mdm2,[6][7]
- OPRD1,[8]
- PSCD2,[3] e
- RALGDS.[9]